# Catherine Willoughby

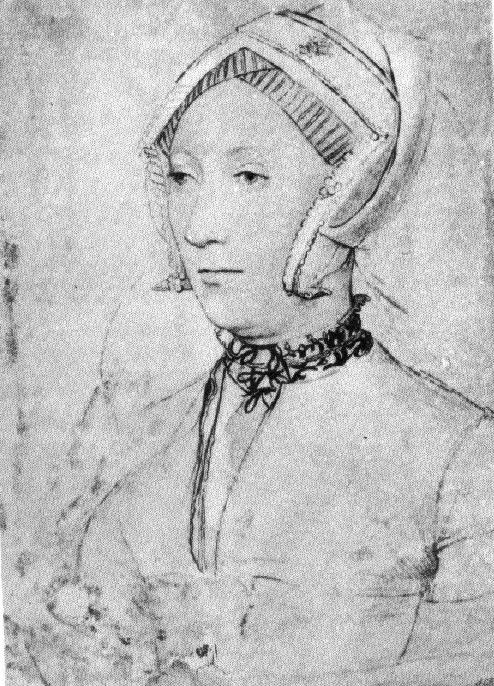
Catherine Willoughby op een schets van Hans Holbein de Jonge

Catherine Willoughby (1519-1580) was de dochter van Maria de Salinas en William Willoughby.
Maria de Salinas was een Spaanse hofdame van Catharina van Aragon en het is waarschijnlijk dat Catherine naar haar vernoemd is. Als enige erfgename van haar vader, ontstond er na zijn dood in 1526 een conflict met haar oom over de erfenis. Charles Brandon, de hertog van Suffolk, nam haar onder zijn hoede en trouwde haar na de dood van zijn derde vrouw, Maria Tudor. Uit dit huwelijk kwamen twee zoons voort.
In de latere jaren van de regering van Hendrik VIII werd Catherine een overtuigd protestantse. Ze had grote invloed op Catharina Parr, de zesde vrouw van de koning. Verder stond Catherine bekend om haar geestigheid en scherpe tong. Na Hendriks dood in 1547, hielp zij verschillende protestantse boeken te financieren, waaronder The Lamentation of a Sinner, geschreven door Catharina Parr. Zij gaf tevens publiekelijk haar afkeer te kennen van Stephen Gardiner, een bisschop die het traditionele geloof aanhing.
Na de dood van Catharina Parr in het kraambed, zorgde Catherine voor haar pasgeboren dochter, Mary Seymour. Het meisje wordt nergens meer genoemd na 1550 en het is waarschijnlijk dat zij niet veel ouder is geworden dan twee. In 1551 bezweken haar beide zoons enkele uren na elkaar aan een epidemie. Catherine trouwde vervolgens Richard Bertie, met wie zij haar religieuze opvattingen deelde.
Na de troonsbestijging van Maria I en de benoeming van Gardiner tot Lord Chancellor, werd snel duidelijk dat Engeland te gevaarlijk was voor Catherine en haar man. Zij vluchtten hierop naar Duitsland en vervolgens naar Polen. Zij keerde terug in de lente van 1559, toen Elizabeth I op de troon zat. Catherine was een van de protestanten die het betreurde dat Elizabeth langzame voortgang maakte met het hervormen van de kerk. Catherine had tijdelijk de bevoegdheid over Mary Grey, die zonder toestemming van de koningin getrouwd was.

## Kinderen van Catherine Willoughby
Met Charles Brandon
- Hendrik Brandon (1535-1551)
- Charles Brandon (1537- 1551)

Met Richard Bertie
- Susan Bertie (1554-?)
- Peregrine Bertie (1555-1601)